# Ocean Drive (singolo)
Ocean Drive è un singolo del duo musicale britannico Lighthouse Family, pubblicato nel 1995 ed estratto dal loro album di debutto, l'omonimo Ocean Drive.
Il brano è stato scritto da Paul Tucker e prodotto da Mike Peden.

## Tracce
- CD

1. Ocean Drive (7" Mix) – 3:46
2. Ocean Drive (Linslee R&B Mix) – 4:00
3. Ocean Drive (Rokstone dub mix) – 5:19
4. Ocean Drive (Tactica mix) – 3:06